# ISO 3166-2:PS
Kódy ISO 3166-2 pro Palestinu identifikují 16 guvernorátů (stav v roce 2015). První část (PS) je mezinárodní kód pro Palestinu, druhá část sestává ze tří písmen identifikujících region.

## Seznam kódů
```
PS-HBN 
Guvernorát Hebron

PS-JEM 
Guvernorát Jeruzalém

PS-JRH 
Guvernorát Jericho

PS-BTH 
Guvernorát Betlém

PS-DEB 
Guvernorát Dajr al-Balah

PS-GZA 
Guvernorát Gaza

PS-JEN 
Guvernorát Dženín

PS-KYS 
Guvernorát Chán Júnis

PS-NBS 
Guvernorát Nábulus

PS-NGZ 
Guvernorát Severní Gaza

PS-QQA 
Guvernorát Kalkílija

PS-RFH 
Guvernorát Rafah

PS-RBH 
Guvernorát Ramalláh

PS-SLT 
Guvernorát Salfit

PS-TBS 
Guvernorát Túbás

PS-TKM 
Guvernorát Tulkarm
```